# Türi (stad)
Türi (Estisch: Türi linn) is een stad in de Estische provincie Järvamaa. De stad telt 5186 inwoners (2024) en heeft een oppervlakte van 9,8 km². De stad is de hoofdplaats van de gemeente Türi.

## Ligging
In Türi komt de Tugimaantee 15, de secundaire weg van Tallinn via Rapla naar Türi, uit op de Põhimaantee 5, de hoofdweg van Pärnu naar Rakvere. De stad ligt aan de rivier Pärnu en heeft een station aan de spoorlijn Tallinn - Viljandi.

## Geschiedenis
De stad ontstond rond 1300 onder de Duitse naam Turgel. Het land rond Türi viel eerst onder de plaatselijke kerk, tussen 1850 en 1919 was het een veehouderij (Estisch: karjamõis) binnen het landgoed Allenküll (het tegenwoordige Türi-Alliku). Op het eind van de 19e eeuw werd Türi een industrieel centrum. Vooral de fabricage van papier en karton was belangrijk. In 1917 kreeg Türi de status van vlek (Estisch: alevik) en in 1926 stadsrechten.
De kerk van Türi, gewijd aan Martinus van Tours, is een middeleeuwse hallenkerk, gebouwd in de 13e eeuw en voltooid in de 14e eeuw. Alleen de toren is jonger; die dateert uit de jaren 1865-1867.
Türi tooit zich sinds 2000 met de titel Lentehoofdstad van Estland, die de stad van regeringswege werd toegekend. De bloemenbeurs die er jaarlijks in mei plaatsvindt, markeert in Estland het begin van het tuinseizoen.
In Türi bevindt zich sinds 1999 het museum van de Estische omroep. Deze locatie werd gekozen, omdat in Türi in 1937 een 196,6 m hoge radiozendmast in gebruik werd genomen, die destijds tot de modernste van Europa behoorde. Vier jaar later werd de mast door terugtrekkende sovjettroepen opgeblazen.
Türi is sinds 2004 lid van het Europese stedennetwerk Douzelage.

## De gemeente
Tot in 2005 was Türi een aparte stadsgemeente. In dat jaar fuseerde Türi met de gemeenten Kabala en Oisu tot een nieuwe landgemeente. In oktober 2017 kwamen ook de gemeenten Käru (die daarmee verhuisde van de provincie Raplamaa naar de provincie Järvamaa) en Väätsa erbij.

## Foto's

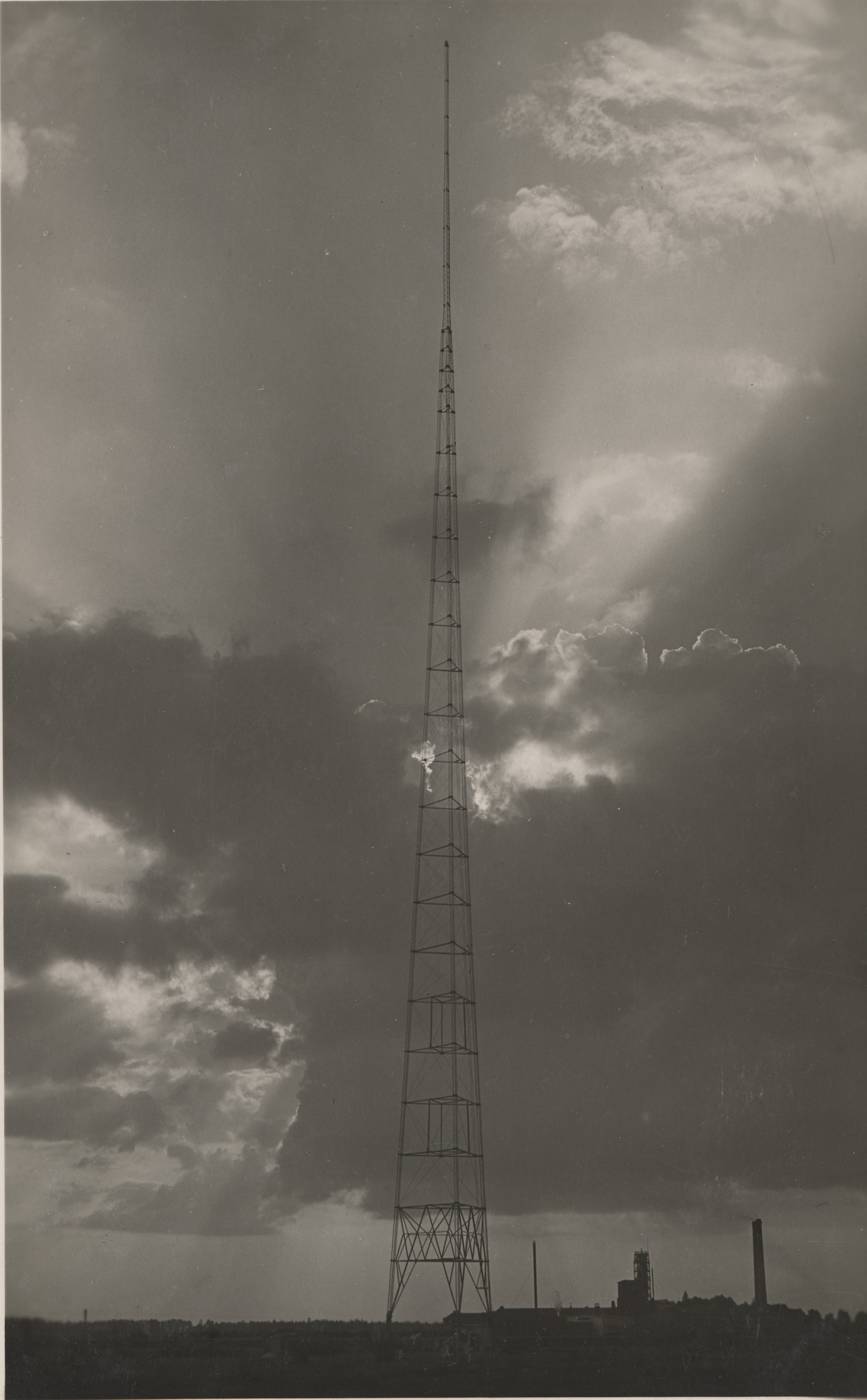
Historische opname van de zendmast van Türi
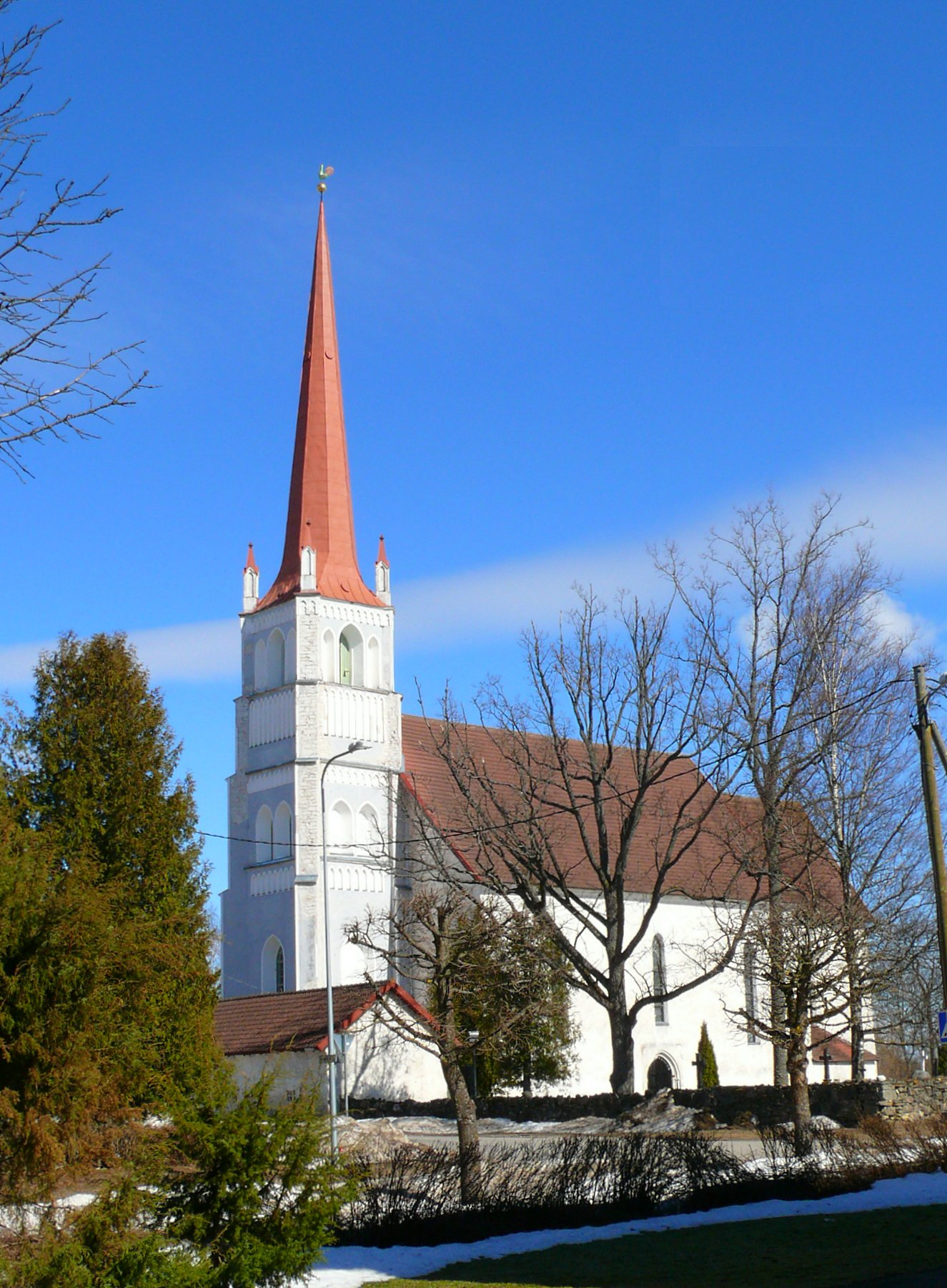
De Sint Maartenskerk
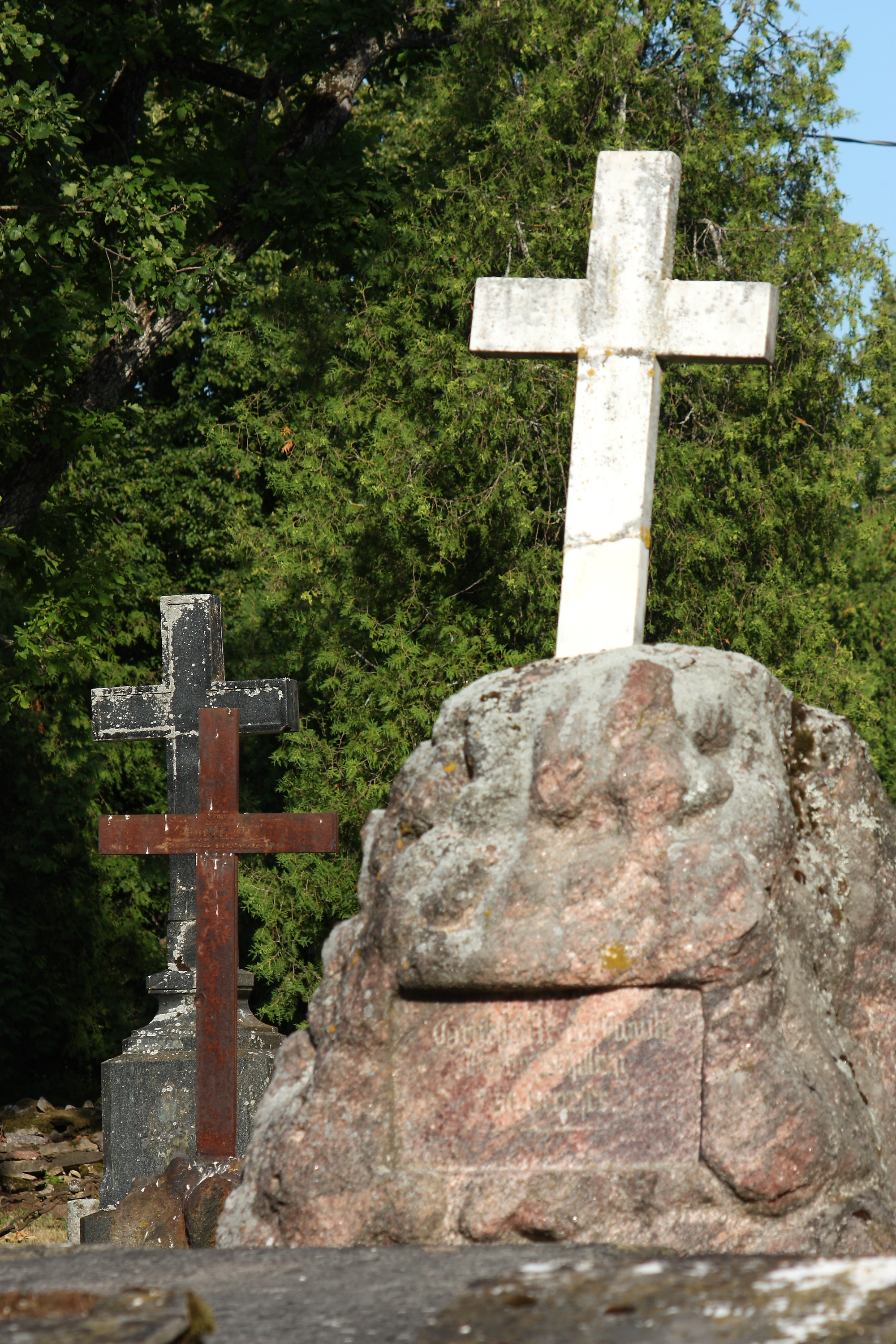
Monument op het kerkhof
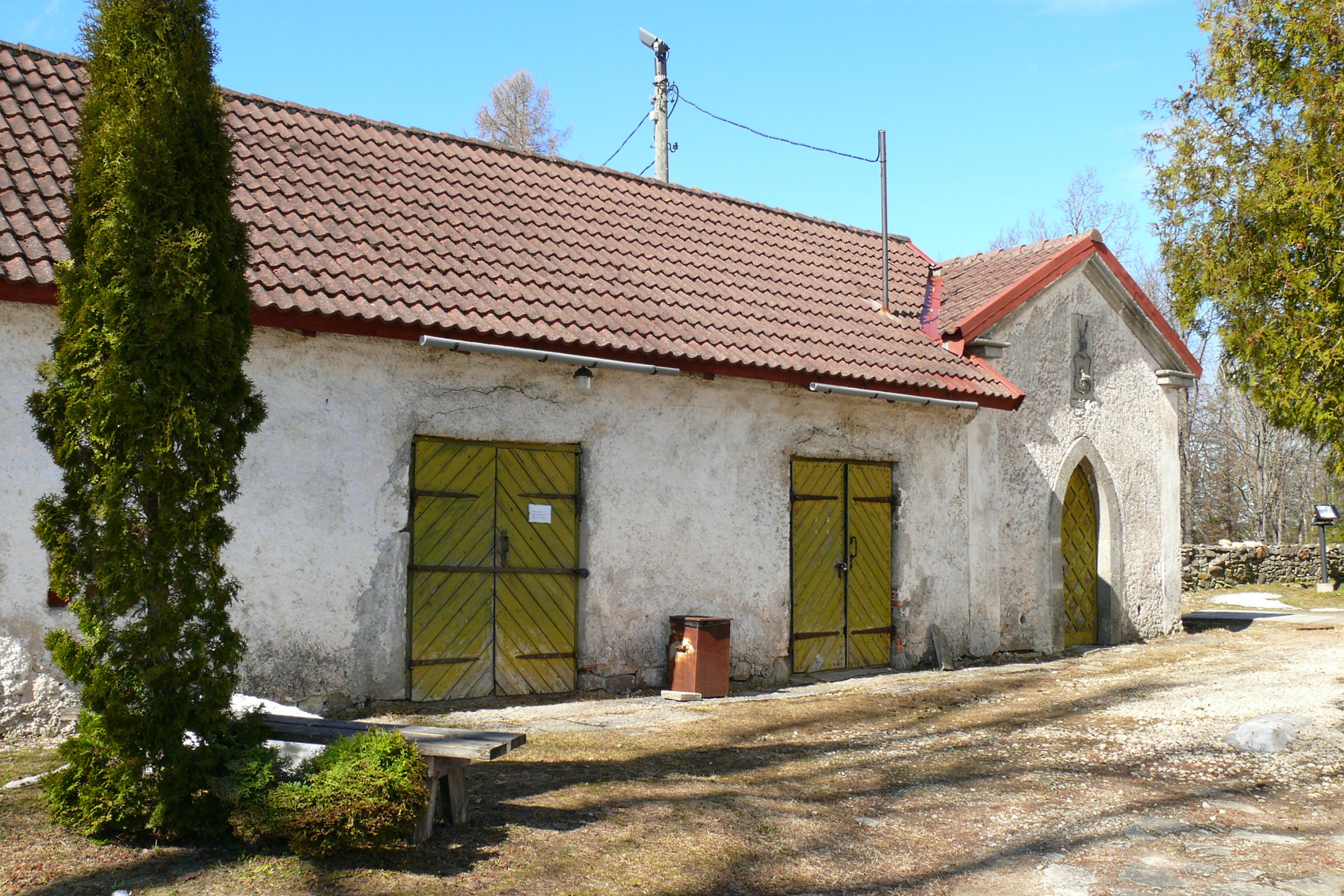
Kapel op het kerkhof
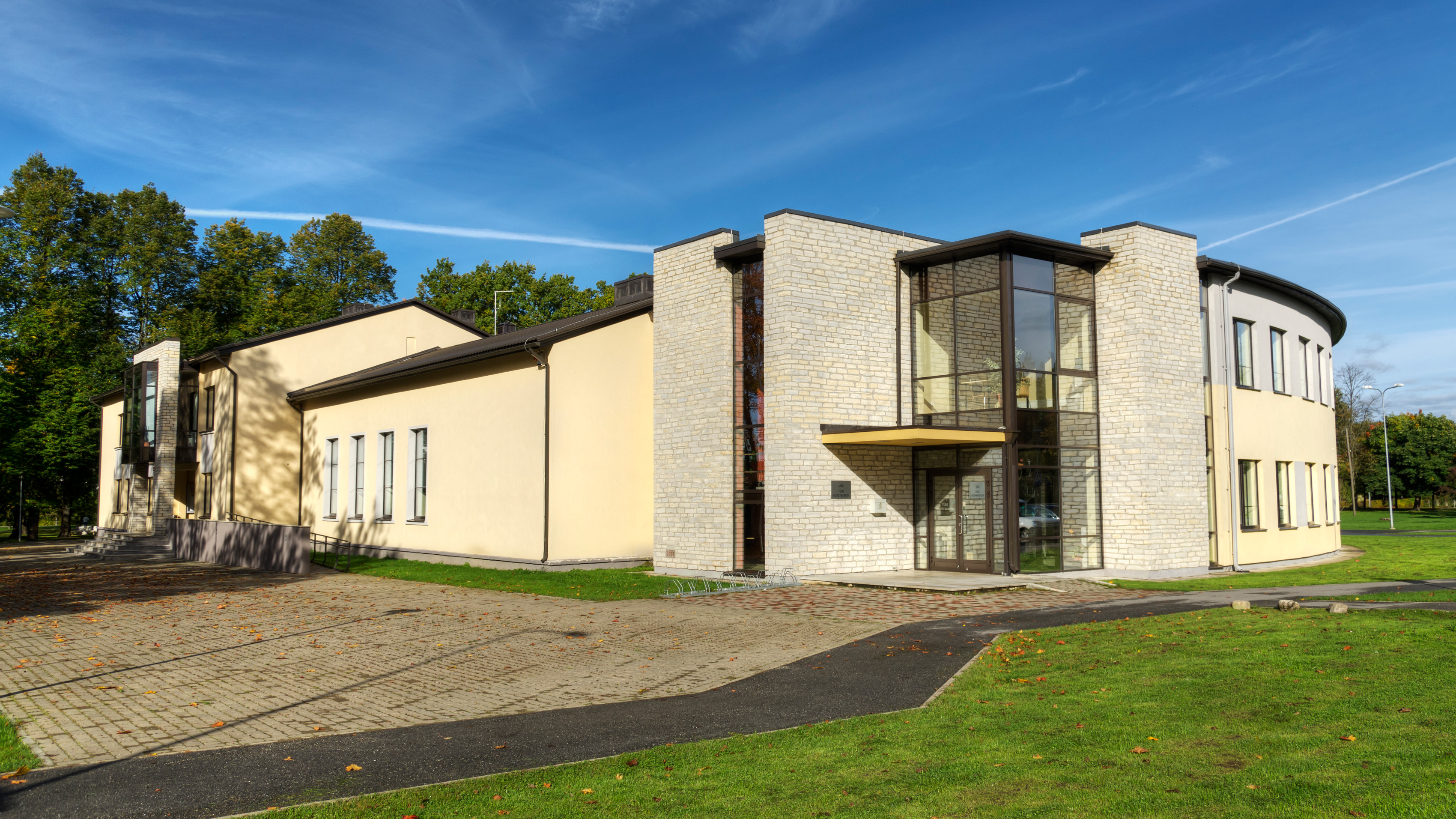
Cultureel centrum
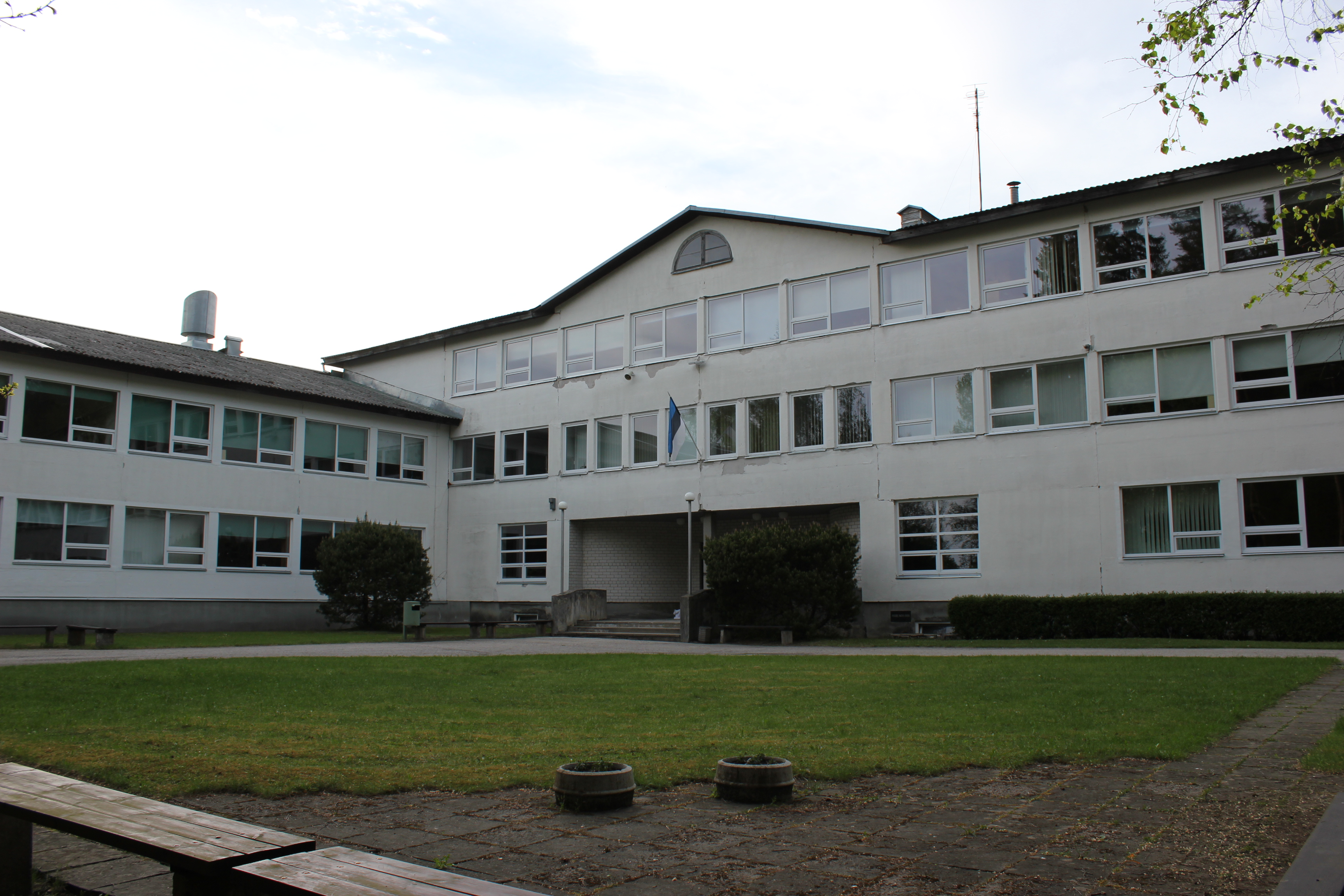
Het Türi Ühisgümnaasium, een middelbare school
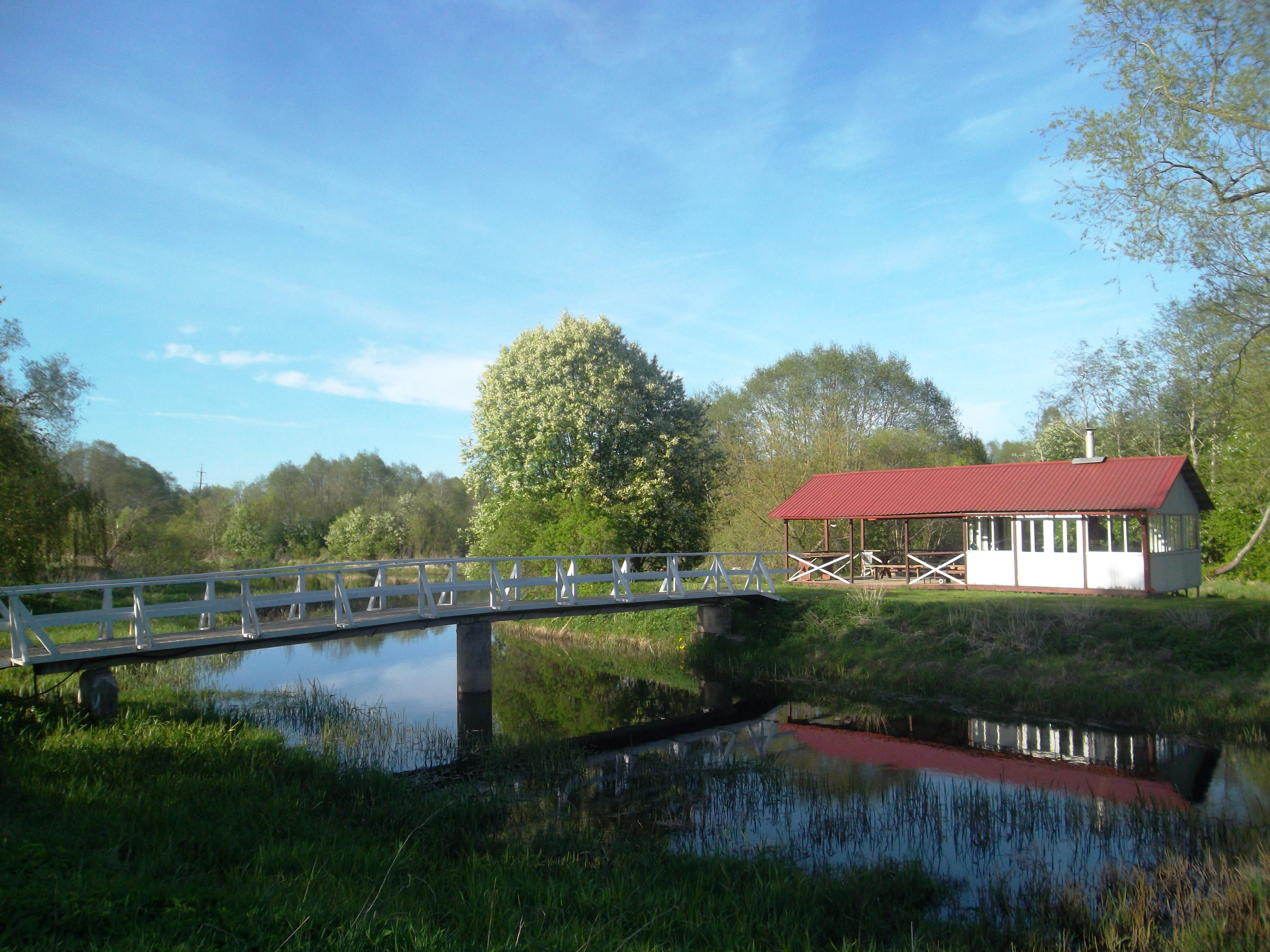
Park
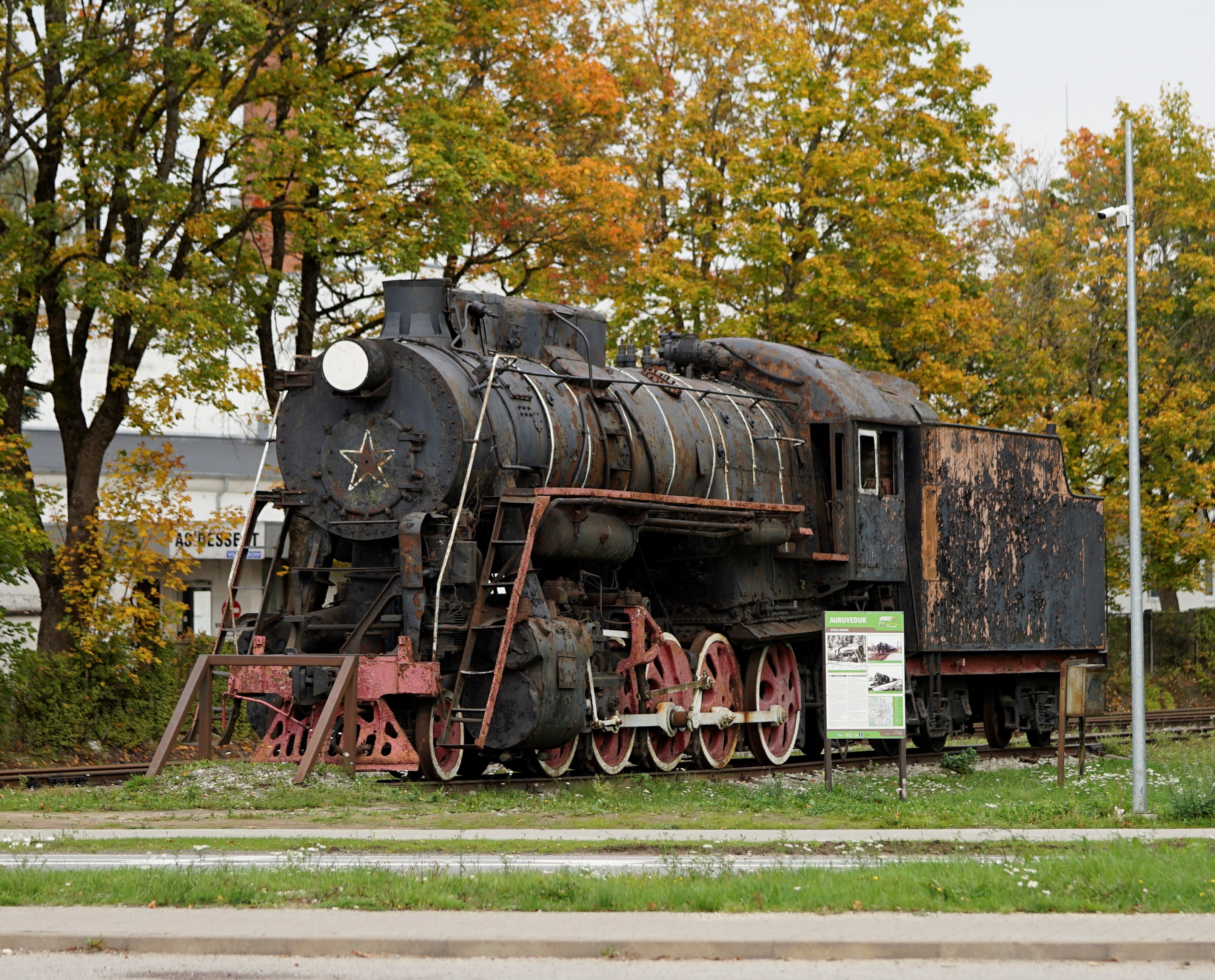
Oude locomotief als monument
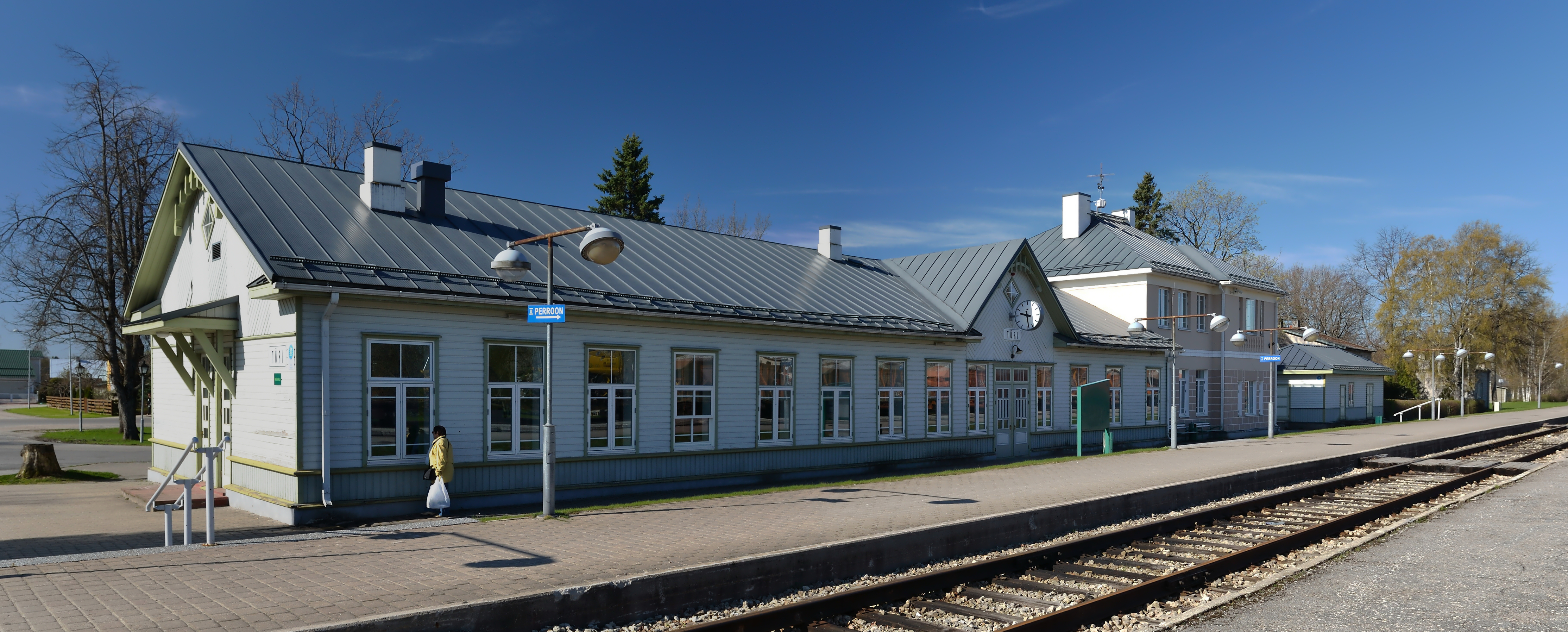
Het station van Türi in 2012